# Pseudophilautus rugatus
Philautus rugatus es una especie extinta de ranas que habitó en Sri Lanka. 